# Sorrentinos
Los sorrentinos son un tipo de pasta rellena argentina, parecida a los ravioli pero de mayor tamaño, de forma circular y, en la receta original, sin repulgue. La masa se elabora con harina y huevo, suelen llevar variedad de rellenos que pueden combinar varios ingredientes, siendo el más usual el de muzzarela y jamón.

## Historia
Los sorrentinos no existen en Italia con ese nombre. Aparentemente, esta pasta es un derivado de los ravioli capresi, un plato regional de la isla de Capri que difiere de los sorrentinos en cuanto a la masa, que se elabora con harina, agua tibia y aceite de oliva, y en cuanto al relleno, compuesto de queso caciotta con orégano.
La teoría más difundida respecto a su origen es que fueron creados en la ciudad de Mar del Plata por una inmigrante italiana originaria de Sorrento, Rosalía Pérsico o el hijo de ésta, Cayetano Pérsico, mientras que otras fuentes afirman que el primero en elaborarlos fue un cocinero del restaurante Sorrento, ubicado también en Mar del Plata. Otras versiones afirman que se originaron en Buenos Aires, en un local de comida italiana llamado Sorrento o Sorrentino, también introducidos por un chef radicado en Mar del Plata. La creación de los sorrentinos le fue oficialmente reconocida a Argentino "Chiche" Véspoli, dueño de la trattoria, tanto por el municipio de Sorrento como por el Club de Leones de dicha ciudad italiana.

## Elaboración

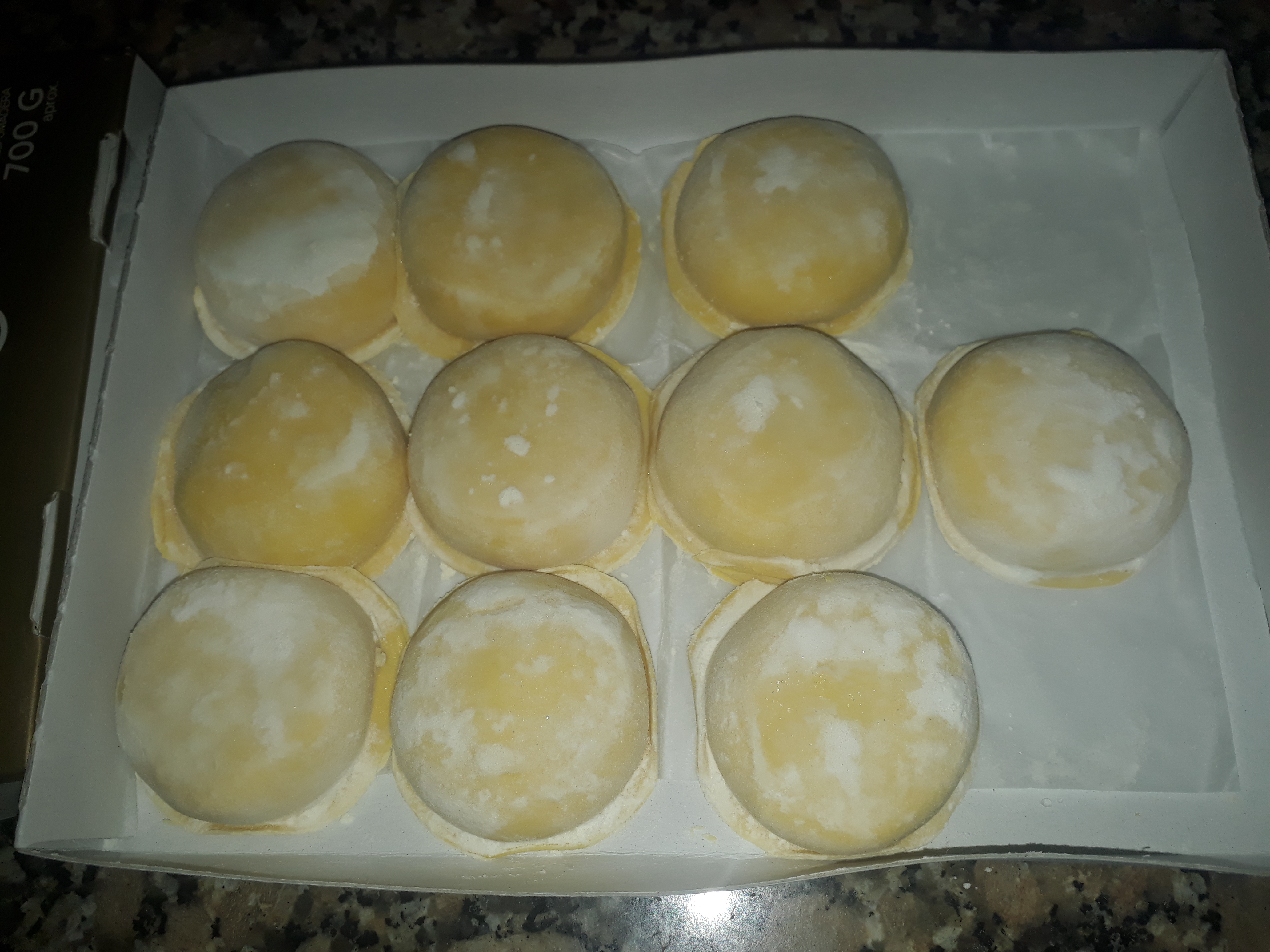
Sorrentinos frescos, sin repulgue de acuerdo a la receta original

La masa está hecha con harina de trigo, sal y huevos, y el relleno suele combinar muzzarela, ricotta, jamón cocido, pollo, espinaca, acelga, calabaza, frutos secos y cebolla caramelizada. Otros rellenos incluyen pescado, como salmón con romero o atún con perejil y aceitunas. Tampoco es infrecuente el uso de pollo. Hay también versiones libres de gluten y veganas, donde la masa se compone de harina de arroz y no se usan huevos. En la receta original, la pasta se moldeaba con un vaso y un tenedor.